# Edward O'Rourke
Pour les articles homonymes, voir O'Rourke.
Edward Aleksander Władysław O'Rourke, né le 26 octobre 1876 à Basin, dans le gouvernement de Minsk (Empire russe) (aujourd'hui en Biélorussie, Voblast de Hrodna) et mort le 27 janvier 1943 à Rome, est un prélat polonais catholique (de l'Église latine). Il est le premier évêque de Riga de 1919 à 1929, puis le premier évêque de Dantzig, de 1925 à 1938.

## Biographie
Edward O'Rourke est issu d'une famille noble polonisée d'origine irlandaise qui a fourni de hauts officiers à l'armée impériale russe. Comme son père, Michael O'Rourke, il porte le titre de comte de l'empire russe et du Saint Empire romain germanique.

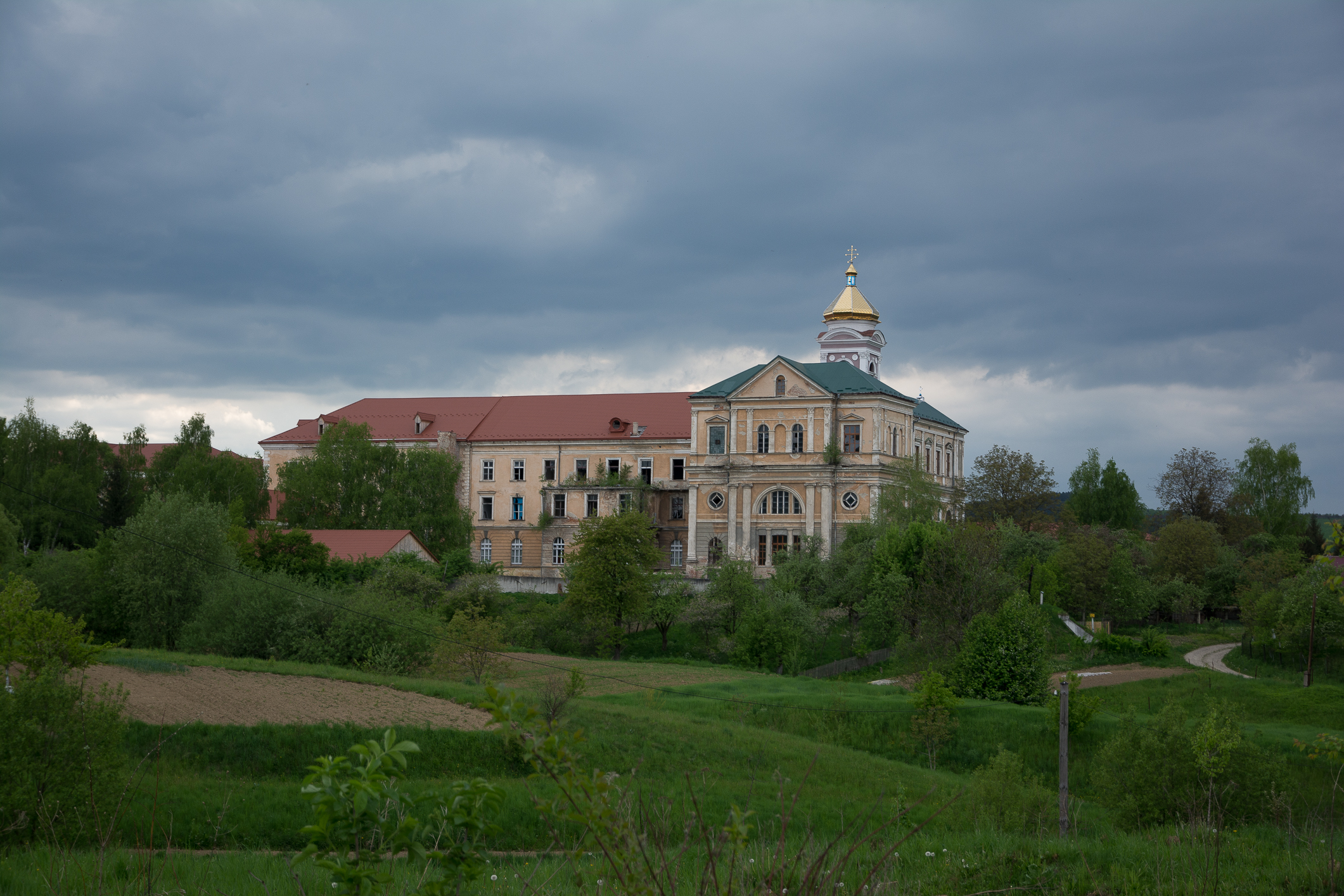
Le collège Saint-Joseph des Jésuites à Chyrów.

Éduqué à l'école des Jésuites de Chyrów (1886-1939) (alors en Autriche-Hongrie, aujourd'hui en Ukraine), il part étudier à la faculté de commerce et de mécanique de l'université de Riga, dont il sort diplômé en 1903. Il poursuit ses études à la faculté de droit de l'université de Fribourg, en Suisse, puis à la faculté de théologie de l'université d'Innsbruck. Il s'oriente alors vers une carrière ecclésiastique et est ordonné prêtre en 1908 à Vilnius.
Devenu professeur d'histoire ecclésiastique, d'allemand et de français au séminaire de Saint-Petersbourg, il exerce aussi son sacerdoce comme prêtre de la paroisse de Saint-Stanislas de 1912 à 1915. Après la Révolution de Février, le diocèse de Minsk est restauré et O'Rourke en devient l'administrateur et le chef par intérim de l'Église catholique en Russie. Il rencontre alors Achille Ratti, visiteur apostolique dans les pays baltes et futur pape Pie XI. En 1918, le diocèse de Riga est créé et il en devient le premier évêque le 29 septembre 1918 sur la recommandation de Ratti. Cependant, l'occupation de Riga par les Allemands en 1919 et le fait qu'il ne parle pas letton le poussent à démissionner en avril 1920, et c'est un prélat letton, Antonijs Springovičs, qui le remplace. Il est nommé évêque titulaire de Canea (de) le 10 avril 1920.
O'Rourke est nommé délégué apostolique pour les pays baltes. En novembre 1921, il est délégué pontifical pour les réfugiés russes à Dantzig et en province de Prusse-Orientale. Nommé administrateur apostolique de la Ville libre de Dantzig le 24 avril 1922 par Pie XI et évêque de Pergame (de) le 21 décembre 1922, il en devient le premier évêque le 30 décembre 1925 lorsque le diocèse de Dantzig est créé. Après la prise de pouvoir des nazis à Dantzig, il entre en conflit avec les autorités. Il accueille un synode en décembre 1935, mais doit démissionner en juin 1938. Il est nommé évêque titulaire de Sophène (de) le 13 juin 1938.
Il prend alors la nationalité polonaise et est nommé chanoine de la cathédrale de Poznań. Lorsque les Allemands attaquent la Pologne en septembre 1939, il est en voyage en Estonie. Il rejoint alors Berlin en passant par Varsovie et Königsberg, puis obtient un visa pour l'Italie. Il échoue par la suite à retourner en Pologne, sa demande de visa étant refusée par les Allemands.